# Прудищи (Щуровский сельский округ)
Прудищи — деревня в Борисоглебском районе Ярославской области. Входит в состав Инальцинского сельского поселения.

## География
Находится в юго-восточной части Ярославской области на расстоянии приблизительно 21 км на запад-юго-запад по прямой от районного центра поселка Борисоглебский.

## История
Деревня была отмечена еще на карте 1798 года. В 1859 году здесь (деревня Угличского уезда Ярославской губернии) было учтено 10 дворов, в 1898 — 22.

## Население
Численность населения: 76 человека (1859 год), 5 (русские 100 %) в 2002 году, 0 в 2010.